# José Luis Cantilo (hijo)
José Luis Cantilo (h.) (Buenos Aires, 21 de mayo de 1909-13 de junio de 2003) fue un abogado, empresario y político argentino, que se desempeñó como ministro de Defensa Nacional de Argentina, en el gobierno de José María Guido.

## Biografía
Hijo de José Luis Cantilo y Josefina Achával, se graduó en derecho en 1938. Se dedicó a la actividad agrícola e industrial en sus campos en la provincia de Santa Fe, además de presidir un laboratorio, ser director de una compañía de seguros y presidir la Cámara de Comercio Argentino-Holandesa.
Miembro de la Unión Cívica Radical, presidió el comité radical de la circunscripción 20 de la ciudad de Buenos Aires. Trabajó junto a su padre cuando éste ocupó cargos en la Cámara de Diputados de la Nación, la provincia de Buenos Aires y la Municipalidad de la Ciudad de Buenos Aires.
Fue designado por el presidente José María Guido como ministro de Defensa Nacional, asumiendo sus funciones a principios de mayo de 1962. Tras una serie de crisis y enfrentamientos en el Ejército en agosto de 1962, renunció al cargo y fue reemplazado por Adolfo Lanús.
En la presidencia de Arturo Illia estuvo a cargo del Banco Industrial. En 1965 presionó en contra del proyecto de ley de contrato de trabajo tras su aprobación en la Cámara de Diputados. Durante el gobierno de facto de Alejandro Agustín Lanusse estuvo a cargo de la renegociación de la deuda externa.
Falleció en junio de 2003 a los 94 años.